# Tiriolo
Tiriolo község (comune) Olaszország Calabria régiójában, Catanzaro megyében.

## Fekvése
A megye központi részén fekszik. Határai: Catanzaro, Gimigliano, Marcellinara, Miglierina, San Pietro Apostolo és Settingiano.

## Története
A település alapítására vonatkozóan nincsenek pontos adatok. Alapításának ideje az ókorra tehető. Első említése Teriolou néven a 2. századból származik. A 14. századi dokumentumokban Tyrioli néven fordul elő. Neve valószínűleg a latin tauro-ból származik, amelynek jelentése hegy. 1640-ben itt fedezték fel a Senatusconsultum de Bacchanalibus-t tartalmazó bronztáblát. Középkori épületeinek nagy része az 1783-as calabriai földrengésben elpusztult. A 19. század elején vált önálló községgé, amikor a Nápolyi Királyságban felszámolták a feudalizmust.

## Népessége
A népesség számának alakulása:

## Főbb látnivalói
- Maria SS. della Neve-templom
- Sant’Antonio-templom
- Maria SS. delle Grazie-templom
- Spirito Santo-templom
- Madonna della Rocca-templom
- Akvárium